# Mohammed Gammoudi
Mohammed Gammoudi (n. 11 februarie 1938, Sidi Aïch⁠(d), Guvernoratul Gafsa, Tunisia) este un atlet tunisian, medaliat olimpic. A participat la trei ediții ale Jocurilor Olimpice (1964, 1968, 1972) în care a câștigat o medalie de aur, două medalii de argint și una de bronz în probele de 5000 m și 10.000 m. La ceremonia de deschidere ale Jocurilor Olimpice din 1976 a purtat steagul Tunisiei dar nu a luat startul la 10.000 m.

## Palmares
| An   | Competiție        | Locație                   | Loc | Eveniment | Note    |
| ---- | ----------------- | ------------------------- | --- | --------- | ------- |
| 1964 | Jocurile Olimpice | Tokio, Japonia            | 12  | 5000 m    | NS      |
| 1964 | Jocurile Olimpice | Tokio, Japonia            | 2   | 10.000 m  | 28:24.8 |
| 1968 | Jocurile Olimpice | Ciudad de México, Mexic   | 1   | 5000 m    | 14:05.0 |
| 1968 | Jocurile Olimpice | Ciudad de México, Mexic   | 3   | 10 000 m  | 29:34.2 |
| 1972 | Jocurile Olimpice | München, Germania de Vest | 2   | 5000 m    | 13:27.4 |
| 1972 | Jocurile Olimpice | München, Germania de Vest | 15  | 10 000 m  | NT      |
| 1976 | Jocurile Olimpice | Montreal, Canada          | –   | 10 000 m  | NS      |